# Aphnaeus lazularia
Aphnaeus lazularia är en fjärilsart som beskrevs av Moore 1881. Aphnaeus lazularia ingår i släktet Aphnaeus och familjen juvelvingar. Inga underarter finns listade i Catalogue of Life.